# Juan Guaidó
Juan Gerardo Guaidó Márquez, född 28 juli 1983 i La Guaira i Vargas, är en venezuelansk politiker och nationalförsamlingens majoritetsledare. Han utropade sig själv den 23 januari 2019 som tillförordnad president i Venezuela. Hans anspråk har erkänts av Organization of American States och stöds av flera länder.
Han är gift med journalisten Fabiana Rosales. Paret har en dotter.